# کاروانسرای سرپوش
کاروانسرای سرپوش مربوط به دوره قاجار است و در ۳۰ کیلومتری جنوب شرقی سبزوار واقع شده و این اثر در تاریخ ۲۵ شهریور ۱۳۶۳ با شمارهٔ ثبت ۱۶۶۵ به‌عنوان یکی از آثار ملی ایران به ثبت رسیده است.